# دانشکده پرستاری و مامایی اراک
دانشکده پرستاری و مامایی اراک، دانشکده‌ای وابسته به دانشگاه علوم پزشکی اراک واقع در استان مرکزی، که در سال ۱۳۶۵ شمسی تأسیس گردیده است.

## تاریخچه
این دانشکده، نخستین بار در سال ۱۳۶۵ فعالیت خود را در زمینه آموزش در دو رشته پرستاری و مامایی آغاز نمود.

## گروه‌های آموزشی
| رشته           | کارشناسی | ارشد                                                              | دکترا |
| -------------- | -------- | ----------------------------------------------------------------- | ----- |
| پرستاری        | دارد     | آموزش پرستاری داخلی - جراحی پرستاری کودکان پرستاری مراقبت‌های ویژه | ندارد |
| مامایی         | دارد     | آموزش مامایی بهداشت مادر و کودک                                   | ندارد |
| بیهوشی         | دارد     | ندارد                                                             | ندارد |
| فوریت‌های پزشکی | دارد     | دارد                                                              | ندارد |

## امکانات آموزشی و پژوهشی
- - کتابخانه
- - سایت کامپیوتر
- - مرکز مهارت‌های بالینی (پراتیک)